# Govern Flamenc

Logotip del Govern Flamenc

El Govern Flamenc (neerlandès:  Vlaamse Regering (?·pàg.)) és el poder executiu de la Comunitat Flamenca de Bèlgica i la Regió de Flandes. Consisteix en un màxim d'onze ministres, nomenats pel Parlament Flamenc. Almenys un dels ministres ha de ser de la Regió de Brussel·les-Capital.

## Competències
Les Regions i Comunitats de Bèlgica tenen competència exclusiva en algunes matèries, el que vol dir:
- Que només poden tractar matèries que els són assignades per la constitució o per una llei especial;
- Que són les úniques autoritats que poden manejar aquestes matèries.

### Competències de la Comunitat
Aquestes competències s'exerceixen a tot el territori de la regió de Flandes, i per als de la Regió de Brussel·les-Capital que hagin optat per integrar-se en la Comunitat Flamenca de Bèlgica:
| Matèries culturals : - Protecció i promoció de la llengua - Les arts - L'herència cultural i els museus - Les biblioteques - La política dels mitjans - La política de la joventut - La formació permanent - Els esports, les activitats exteriors i el turisme Matèries personalitzables : - Sanitat pública - Ajuda a les persones: - política familiar - Integració dels immigrants - política de discapacitats - política de gent gran - Suport als detinguts | Cooperació entre Comunitats i Regions Educació i formació : - Educació a les escoles maternals, primàries i secundàries - Educació superior (universitària i no universitària) - Formació post-acadèmica i para-acadèmica - Consell en educació - Reciclatge i formació contínua - Formació professional |

### Competències regionals
Aquestes competències són exercides exclusivament a la Regió de Flandes:
| Planificació de la ciutat i el camp - Urbanització - Renovament urbà i suburbà - Monuments i llocs - Política d'utilització del sòl Medi Ambient - Protecció del medi - Política de residus - Política de societats perilloses, insalubres i censurables Planificació de la ciutat i el camp i preservació de la natura - Aigua, boscos i polders - Conservació de la natura - Preservació i pesca Allotjament Política d'aigües - Aprovisionament d'aigua - Purificació d'aigües residuals - Clavagueram Econòmiques - Política econòmica - Aspectes regionala de la Política creditícia - Política de vendes i d'exportació - Explotació dels recursos minerals - Suport a la investigació | Política energètica - Distribució d'energia - Noves fonts d'energia - Energia renovables Autoritats Locales - Supervisió i finançament de les autoritats regionals i locals Política d'ocupació - Recerca d'ocupació - Programes d'ocupació Treballs públics i transport - Carreteres - Vies d'aigua - Ports, dics i transbordadores - Aeroports regionals - Transport urbà i regional - Serveis de conducció Exportació d'armes - Importació, exportació i tràfic d'armes - Tràfic de municions - Tràfic de tecnologia lligada a l'armament - Tràfic dels productes i tecnologies de doble ús |

### Altres competències
El govern flamenc també és responsable de la investigació científica, les relacions exteriors i cooperació al desenvolupament en els àmbits de competència de la Comunitat Flamenca i de la regió de Flandes. Aquestes competències són també exercides en part pel govern federal.

## Composició
La branca executiva està formada per 11 ministres encapçalats pel ministre-president, encapçalats després de les eleccions regionals belgues de 2009 per Kris Peeters.
|  | Partit | Nom                   | Funció |
|  | ------ | --------------------- | --- |
|  | CD&V   | Kris Peeters          | Minister-President del govern flamenc i ministre d'economia, política exterior, agrària i rural                                      |
|  | sp.a   | Ingrid Lieten         | Vice ministre-president del govern flamenc i ministre d'innovació, obres públiques, comunicació i reducció de la pobresa             |
|  | N-VA   | Geert Bourgeois       | Vice ministre-president del govern flamenc i ministre d'afers administratius, govern local i provincial, turisme i integració cívica |
|  | CD&V   | Jo Vandeurzen         | Ministre de Benestar, Salut Pública i Família                                                                                        |
|  | CD&V   | Hilde Crevits         | Ministre de Mobilitat i Obres Públiques                                                                                              |
|  | sp.a   | Freya Van den Bossche | Ministre d'Energia, Habitatge, Ciutats i Economia Social                                                                             |
|  | N-VA   | Philippe Muyters      | Ministre de Finances, Pressupost, Treball, Esport i Planificació Urbana                                                              |
|  | CD&V   | Joke Schauvliege      | Ministre de Medi Ambient, Natura i Cultura                                                                                           |
|  | sp.a   | Pascal Smet           | Ministre d'Educació, Joventut, Igualtat d'Oportunitats i Afers de Brussel·les                                                        |